# Muhsin Muhammadijew
Muchsin Muslinowicz Muchamadijew (ros. Мухсин Муслинович Мухамадиев; tadż. Мӯҳсин Муҳаммадиев, Muhsin Muhammadijew; ur. 21 października 1966 w Duszanbe, Tadżycka SRR) – tadżycki piłkarz, grający na pozycji pomocnika, a wcześniej napastnika, reprezentant Tadżykistanu i Rosji, trener piłkarski. Ma również obywatelstwo rosyjskie.

## Kariera piłkarska

### Kariera klubowa
Wychowanek klubu Pachtakor Kurgonteppa. W 1985 rozpoczął karierę piłkarską w klubie Pamir Duszanbe. W 1992 wyjechał do Rosji, gdzie bronił barw klubów Łokomotiw Moskwa, Spartak Moskwa i Lokomotiw-NN Niżny Nowogród. W sezonie 1993/1994 występował w tureckim MKE Ankaragücü, a w 1998 po protekcji Rashida Rakhimova trafił do Austrii Wiedeń. Potem występował w rosyjskich, uzbeckich i tadżyckim klubach. W 2002 ukończył karierę piłkarską w podmoskiewskim Witiaziu Podolsk.

### Kariera reprezentacyjna
W 1992 występował w reprezentacji Tadżykistanu, a potem po zmianie obywatelstwa w 1995 rozegrał jeden mecz w reprezentacji Rosji.

### Kariera trenerskie
Po zakończeniu kariery kontynuował pracę trenerską w klubie Witiaź Podolsk. W czerwcu 2008 objął stanowisko dyrektora sportowego Rubinu Kazań.

## Sukcesy i odznaczenia

### Sukcesy klubowe
- mistrz Rosji: 1994
- mistrz Pierwszej Ligi ZSRR: 1988

### Sukcesy trenerskie
- mistrz strefy centralnej drugiej dywizji Rosji: 2008

### Odznaczenia
- nagrodzony tytułem Mistrza Sportu ZSRR: 1988